# انریک ماس
انریک ماس (اسپانیایی: Enric Mas‎؛ زادهٔ ۷ ژانویهٔ ۱۹۹۵ ) دوچرخه‌سوار اهل اسپانیا است.
از باشگاه‌هایی که در آن رکاب زده‌است می‌توان به تیم کوئیک‌استپ فلورز اشاره کرد.